# 藤田昌宏 (経産官僚)
藤田 昌宏（ふじた まさひろ、1954年11月12日 - ）は、日本の経済産業官僚。経済産業省貿易経済協力局長や、住友商事代表取締役副社長、石油資源開発代表取締役社長を経て、同社代表取締役会長。

## 人物・経歴
茨城県水戸市出身。茨城大学教育学部附属中学校、水戸第一高等学校から東京大学に入学。1977年同大学法学部第1類（私法コース）卒業、通商産業省入省（立地公害局保安課）。2002年7月経済産業省産業技術環境局産業技術政策課長。2003年資源エネルギー庁省エネルギー・新エネルギー部長。2007年関東経済産業局長。2008年7月経済産業省貿易経済協力局長。2009年退官、三井住友海上火災保険株式会社顧問。2010年住友商事株式会社執行役員。2012年住友商事株式会社常務執行役員。2014年住友商事株式会社専務執行役員。2014年住友商事株式会社取締役専務執行役員。2017年住友商事株式会社副社長執行役員。2018年住友商事株式会社代表取締役副社長執行役員。2019年住友商事株式会社代表取締役社長付。同年石油資源開発株式会社代表取締役副社長執行役員。同年健康上の理由で特別顧問に退いた岡田秀一の後任として、石油資源開発株式会社代表取締役社長、日本海洋石油資源開発代表取締役社長、石油鉱業連盟理事。2024年石油資源開発代表取締役会長。